# MTV Unplugged (álbum de La Ley)
MTV Unplugged es el único álbum en vivo de la banda chilena de pop rock La Ley, grabado gracias a una invitación que hizo la cadena MTV para participar en su célebre ciclo de conciertos acústicos, el cual se grabó a fines de junio de 2001, y con Ely Guerra como invitada para cantar una "exquisita" versión de "El Duelo". Es el segundo "Unplugged" para MTV de una banda chilena después de Los Tres. Este Unplugged se lanzó tanto en CD como en DVD, bajo la dirección de Manny Rodríguez y Jeanine Anuel, ha vendido sobre 1 millón de copias en todo el mundo.

## Descripción
Disco acústico grabado para la cadena MTV en Miami.
Los estudios M.B.C., Miami Broadcast Center, en Miami, Florida, fueron el escenario donde se realizó este gran concierto, producido por Humberto Gatica, en el que La Ley interpretó gran parte de sus éxitos acompañado de reconocidos músicos.
Con 16 temas, La Ley demostró una vez más su calidad musical interpretándolos en una versión muy especial, destacando: "Cielo Market", "Fuera de Mí", "Día Cero", "Hombre", "El duelo", "Mentira", "The Corridor", "Aquí", etc.
Dos de las sorpresas de este álbum son los temas inéditos "Intenta Amar" y "Mentira", este último compuesto por Beto Cuevas, y el impresionante dueto logrado por Beto y Ely Guerra en la canción "El Duelo".
Durante la grabación de La Ley MTV Unplugged participaron importantes músicos colaboradores como: Toshi Yanagi en la guitarra, Juan Coderch en la percusión, y en los teclados Peter Wallace, al igual que Archie Frugone (hermano de Pedro) en el bajo.
Los sencillos escogidos, para difundir el álbum, fueron "Mentira", "El duelo" (junto a Ely Guerra), e "Intenta amar".
Una de las grandes particularidades del disco, es que la banda recurrió a una curandera mapuche, para que el concierto se desarrollara sin contratiempos (pues alejaba las malas vibras).

## Premios
De este modo, con aires místicos e íntimos, "La Ley MTV Unplugged" se convirtió en una travesía al corazón de la banda. 
El álbum recibió Discos de Oro y Platino en todo el continente americano, consiguiendo además tres nominaciones al GRAMMY LATINO, llevándose el galardón de "Mejor Álbum Vocal por un Grupo de Rock". También recibió premios MTV Awards Latinoamérica, como "Mejor Artista Rock" y "Mejor Grupo del Año". 
Asimismo, obtuvo dos premios LO NUESTRO: "Mejor Álbum Rock" y "Mejor Intérprete de Rock en Español" por "El Duelo". 
Por último, varias nominaciones a los Premios Billboard Latin, y un galardón ASCAP para Beto Cuevas, como compositor por "Mentira".

## Lista de canciones
| N.º     | Título                      | Escritor(es)                                      | Álbum original   | Duración |  |
| 1.      | «Animal»                    | Beto Cuevas, Andrés Bobe, Mauricio Clavería       | Invisible        | 5:45     |  |
| 2.      | «Día Cero»                  | Cuevas, Rodrigo Aboitiz                           | Invisible        | 5:17     |  |
| 3.      | «Mentira»                   | Cuevas                                            | Inédito          | 4:48     |  |
| 4.      | «Prisioneros de la Piel»    | Cuevas, Bobe                                      | Doble Opuesto    | 3:40     |  |
| 5.      | «Hombre»                    | Cuevas, Aboitiz, Pedro Frugone                    | Invisible        | 4:09     |  |
| 6.      | «Krazyworld»                | Cuevas, Clavería, Frugone, Luciano Rojas, Aboitiz | Vértigo          | 4:08     |  |
| 7.      | «Intenta Amar»              | Cuevas, Aldo Nova                                 | Inédito          | 4:51     |  |
| 8.      | «El Duelo» (con Ely Guerra) | Cuevas, Rojas, Bobe                               | Invisible        | 5:28     |  |
| 9.      | «The Corridor»              | Cuevas, Aboitiz                                   | Invisible        | 5:17     |  |
| 10.     | «Aquí»                      | Cuevas, Nova                                      | Uno              | 3:36     |  |
| 11.     | «Delirando»                 | Cuevas, Clavería, Frugone, Nova                   | Uno              | 3:52     |  |
| 12.     | «Cielo Market»              | Cuevas, Clavería, Frugone, Rojas                  | Invisible        | 3:50     |  |
| 13.     | «La Luna»                   | Cuevas                                            | La Luna (Single) | 2:32     |  |
| 14.     | «Fuera de mí»               | Cuevas, Nova                                      | Uno              | 4:58     |  |
| 15.     | «Paraíso»                   | Cuevas, Claudia Brant                             | Uno              | 2:47     |  |
| 16.     | «Al Final»                  | Cuevas, Claveria, Frugone, Nova                   | Uno              | 5:19     |  |
| 1:10:00 |                             |                                                   |                  |          |  |

## Personal
| - Beto Cuevas - Voz, Guitarras Acústicas - Mauricio Clavería - Batería, Percusión - Pedro Frugone - Guitarras Acústicas - Tim Barnes - Viola - Toshi Yanagi - Guitarra acústica - Chris Brooke - Asistente Ingeniero de sonido - Huifang Chen - Violín - Gisa Vatcky - Coros - Natisse "Bambi" Jones - Coros - Justin Douglas - Asistente - Scott Flavin - Violín - Orlando J. Forte - Violín - Humberto Gatica - Arreglos, Ingeniero de sonido, mezclas, Producción - Chris Glansdorp - Chelo - Kevin Guarnieri - asistente de ingeniería - Chad Hailey - Ingeniero de sonido asistente - Ross Harbaugh - Violonchelo - David Heuer - Ingeniero de sonido asistente - Harry Kim - Trompeta, arreglos. - Audrey Morrissey - Productor de grabación - Kenny O'Brien - Arreglos, Coros, edición digital, coproductor | - Scott O'Donnell - Viola - Matt DP - Dirección sección de cuerdas - Alfredo Oliva - violín - Richard Bravo - Percusión - Bill Ross - Arreglos - Archie Frugone - Bajo - Javier Salas - Fotografía - Eric Schilling - Ingeniero de sonido - Charlie Singer - Producción ejecutiva - Rick Valero - Técnico de guitarras - Pete Wallace - Órgano Hammond - Manny Rodríguez - Dirección de Vídeo, edición digital, mezclas |

- Datos: Q6463378